# Aeródromo de Bolívar
El Aeródromo de Bolívar (OACI: SAZI) es un aeródromo argentino que da servicio a la ciudad de San Carlos de Bolívar en Buenos Aires, Argentina.